# حمى صفراء

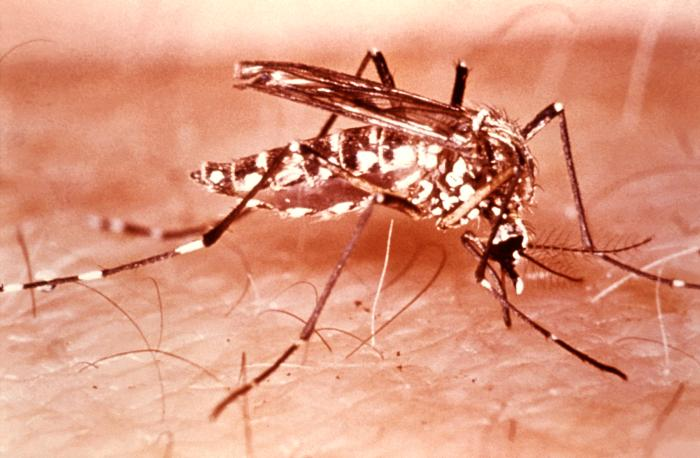
أنثى البعوضة المصرية

الحمّى الصفراء هي مرض فيروسي ينتقل عبر أنواع معينة من البعوض، يقوم فيروس الحمى الصفراء خصوصا بتدمير أنسجة الكبد والكليتين من أعراضه انخفاض كمية البول وتوقف الكبد عن تأدية وظائفه كما ينبغي، وتتجمع أصباغ الصفراء في الجلد مما يغير لون الجلد فيميل إلى الاصفرار ومن هنا جاء اسم المرض. تصنف مع الأمراض المدارية المهملة.
تحدث الحُمى الصفراء نتيجة حمل البعوضة المسماة بالبعوضة المصرية (Aedes aegypti) في معظم الحالات فيروس الحُمى الصفراء من شخص لآخر وعندما تلدغ البعوض شخصا أو حيوانا مصابا يدخل الفيروس إلى الجسم حيث ينمو بسرعة وتستطيع لدغة البعوضة بعد مرور فترة تتراوح بين تسعة واثني عشر يوما إحداث الحُمى الصفراء كما تستطيع البعوضة التي أصبحت حاملة للعدوى بالفيروس أو الميكروب نقل المرض فيما تبقى من حياتها.

## أعراضه
تبدأ المرحلة الأولى للحُمى الصفراء عقب إصابة الشخص بلدغة البعوضة بفترة تتراوح بين ثلاثة وستة أيام ويشعر المريض بالحُمى والصداع والدوار (الدوخة) والإمساك وألم مستمر وثابت بالعضلات ولا يتقدم المرض لدى كثير من الناس إلى أبعد من ذلك وتتراجع الحُمى لدى الآخرين ليوم أو يومين ثم ترتفع بطريقة حادة ثم يتغير لون الجلد إلى الاصفرار وتنزف لثة المريض وكذلك جدار المعدة ويشفى الكثير من المرضى في هذه المرحلة ويصاب البعض بالهذيان والغيبوبة ويتبع الغيبوبة الموت في معظم الأحوال ويتعرض مرضى الحُمى الصفراء للموت بنسبة 20 إلى 50 بالمئة من جميع الحالات على الرغم من أن الرقم قد يرتفع أو ينخفض أثناء الوباء ويحقق المرضى الذين يبرأون من هذا المرض مناعة طويلة ضد الحمى الصفراء.
يمر فيروس الحمى الصفراء، بعد الإصابة به، بفترة حضانة داخل الجسم تتراوح بين 3 إلى 6 أيام. ولا تظهر أعراض الإصابة بالمرض على كثير من الأشخاص، ولكن عند ظهورها تكون أكثر الأعراض شيوعاً الحمى والألم العضلي المصحوب بألم شديد في الظهر والصداع وفقدان الشهية والغثيان والتقيؤ. وتختفي الأعراض في أكثر الحالات بعد مرور 3 إلى 4 أيام.
مع ذلك، تدخل نسبة ضئيلة من المرضى مرحلة ثانية أكثر سمية في غضون 24 ساعة من التعافي من الأعراض الأولية للإصابة بالمرض. وتتكرر نوبات الحمى الشديدة، وتتأثر عدة أجهزة بالجسم، وعادة ما يتأثر الكبد والكلى. وفي هذه المرحلة، يُحتَمل أن يظهر اليرقان على المرضى (واليرقان هو اصفرار لون الجلد والعينين، ومن هنا جاء اسم «الحمى الصفراء»)، وظهور دم في البول، والشعور بألم في البطن والتقيؤ. ومن الممكن أن يحدث نزيف من الفم أو الأنف أو العينين أو المعدة. ويموت نصف المرضى الذين يدخلون هذه المرحلة السامة خلال 7 إلى 10 أيام.
يصعب تشخيص الإصابة بالحمى الصفراء خاصة في المراحل الأولى من الإصابة بها. ويمكن الخلط بين الإصابة بحالة وخيمة من الحمى الصفراء وبين الإصابة بالملاريا الوخيمة، وداء البريميات، والتهاب الكبد الفيروسي (خاصة أنواع التهاب الكبد المُداهِم)، وأنواع الحمى النزفية الأخرى، والعدوى بسائر الفيروسات المُصَفِّرة (مثل حمى الضنك النزفية)، والتسمم.

## الانتشار
في عام 1932 انتشر وباء الحمى الصفراء في البرازيل وكان يختلف عن معظم الأوبئة التي شوهدت من قبل، وانتشرت الحُمى الصفراء على نطاق واسع فيما مضى في كل مكان من وسط أمريكا وأجزاء من جنوب أمريكا وإفريقيا وبعض الجزر الاستوائية. ويستمر حدوث تفشي المرض بطريقة عرضية في مناطق الغابات وخاصة في أمريكا الجنوبية. وفي عام 1940 وجد فريق من الباحثين في كولومبيا أن أحد أنواع الحمى الصفراء انتقل إلى الإنسان عن طريق البعوضة المسماة هيموجوجاس سيجازيني من قرود الغابة التي كان ينتشر بينها هذا المرض وبعد ذلك وجد أن الكثير من القرود في إفريقيا تحمل جرثومة الحمى الصفراء فعندما تتسلق القرود الأشجار يلدغها البعوض الذي يلدغ الإنسان فيما بعد وهكذا تنتقل العدوى، وأصبحت النظرة لمرض الحمى الصفراء لا على أساس أنه مرض للبشر ولكن على أساس أنه مرض للقرود يتم انتقاله من قرد لآخر على قمم الأشجار بوساطة البعوض.
على أي حال فقد أمكن السيطرة على الحُمى الصفراء في معظم المناطق المدنية ومن الممكن الوقاية من المرض بلقاح قام بتطويره ماكس ثيلر الطبيب الباحث من جنوب أفريقيا في عام 1937م.
في بعض الأحيان قد يجلب المسافرون، الذين يزورون بلاداً تتوطن فيها الحمى الصفراء، المرض إلى بلدان خالية منه. ويتعين على الكثير من البلدان، للحيلولة دون وفادة المرض إليها، أن تطلب إثباتاً بالحصول على التطعيم ضد الحمى الصفراء قبل إصدار تأشيرة الدخول، خاصة إذا أتى المسافرون من مناطق موطونة بالمرض أو زاروها مؤخراً.
في القرون الماضية (السابع عشر إلى التاسع عشر)، نُقِلت الحمى الصفراء إلى أمريكا الشمالية وأوروبا، وأحدثت فاشيات كبيرة أثرت سلباً على اقتصادات البلدان هناك وعطَّلت مسيرة التنمية بها، بل وأودت بحياة الناس في بعض الحالات.

## العلاج
للحمى الصفراء كما لجميع الأمراض التي تسبّبها (بالإنجليزية: Flaviviruses)‏، لا يوجد علاج لمنع التسبب بالمرض. ينصح بدخول المستشفى وقد تكون العناية المشددة ضرورية بسبب التدهور السريع في بعض الحالات. هناك طرق مختلفة للعلاج قد لا تكون ناجحة جداً، التحصين السلبي بعد ظهور الأعراض قد يكون على الأرجح دون فائدة. ريبافيرين (بالإنجليزية: Ribavirin)‏ و الأدوية الأخرى المضادة للفيروسات كما العلاج بالإنتيرفيرون ليس لها أثر ايجابي. علاج الأعراض يشمل إعادة الترطيب وتخفيف الألم مع الأدوية كالباراسيتامول (بالإنجليزية: paracetamol)‏
لا يجب تناول حامض السلسليك (على سبيل المثال الأسبرين) بسبب تأثيره المضاد للتخثر والذي يمكن أن يكون مدمّر في حالة النزيف الداخلي التي يمكن أن تحدث مع الحمى الصفراء.كماتنتقل عن طريق البعوض.
منذ إطلاق مبادرة مكافحة الحمى الصفراء في عام 2006، أُحرِز تقدُّم كبير في مكافحة المرض في غرب أفريقيا، ونجحت حملات التطعيم الجماعية في تطعيم أكثر من 105 ملايين شخص. ولم يُبلَّغ عن أي فاشيات للحمى الصفراء في غرب أفريقيا خلال عام 2015.
تحدث أوبئة الحمى الصفراء الكبيرة عندما ينقل المصابون بالمرض الفيروس إلى مناطق مُكتظَّة بالسكان ينتشر فيها البعوض بكثافة عالية، ولا يتمتع أكثر الناس فيها بالمناعة أو تقل مناعتهم بسبب عدم التطعيم. وفي هذه الحالات، ينقل البعوض الحامل للعدوى الفيروس من شخص إلى آخر.
يمكن الوقاية من الإصابة بالحمى الصفراء عن طريق لقاحٍ فعال للغاية، ومأمون وميسور التكلفة. وتكفي جرعة واحدة من اللقاح المضاد للحمى الصفراء لتوفير مناعة مستديمة وحماية طيلة العمر من الإصابة بالمرض، ولا يلزم تناول جرعة مُعزِّزة من اللقاح. ويوفِّر اللقاح مناعةً فعالةً ضد الإصابة بالمرض خلال 30 يوماً لنسبة 99% من الأشخاص الذين يحصلون عليه.
تساعد المعالجة الداعمة الجيدة في تحسين معدلات بقاء المصابين بالمرض على قيد الحياة. ولا يوجد في الوقت الحالي دواء محدد مضاد للفيروس المُسبِّب للحمى الصفراء.

## الوقاية

### التطعيم
التطعيم هو الوسيلة الأهم للوقاية من الحمى الصفراء. وفي المناطق التي يرتفع فيها خطر الإصابة بالمرض وتنخفض فيها التغطية باللقاح المضاد له، من الأهمية البالغة الإسراع في الكشف عن الفاشيات ومكافحتها عن طريق حملات التمنيع الجماعية من أجل الوقاية من حدوث أوبئة. ومن الضروري تطعيم أكثر السكان المُعرَّضين للخطر (80% أو أكثر) للوقاية من سراية المرض في إقليم به فاشية للحمى الصفراء.
وتُستَخدَم استراتيجيات متعددة للتطعيم من أجل الحيلولة دون وقوع فاشيات، مثل: التمنيع الروتيني للرُضَّع، وحملات التمنيع الجماعية التي تهدف إلى زيادة التغطية في البلدان المُعرَّضة للخطر، وتطعيم المسافرين المتوجِّهين إلى مناطق موطونة بالحمى الصفراء.
ولقاح الحمى الصفراء آمن وميسور التكلفة، وجرعة واحدة منه تكفي للحماية من الإصابة بالمرض طيلة العمر. ولا داعي لأخذ جرعة مُعزِّزة من لقاح الحمى الصفراء.
وأُبلِغ عن حالات نادرة أدى فيها لقاح الحمى الصفراء إلى آثار جانبية خطيرة. كما أُبلِغ عن أحداث ضارة وخيمة عقب التطعيم باللقاح المضاد للحمى الصفراء، عندما يؤدي اللقاح إلى تعرُّض الكبد أو الكلى أو الجهاز العصبي لهجوم يفضي إلى الاحتجاز بالمستشفى، وتتراوح معدلات هذه الأحداث الوخيمة بين 0.4 و 0.8 لكل 100000 شخص حصلوا على اللقاح.
ويرتفع الخطر عند إعطاء اللقاح لأشخاص تزيد أعمارهم عن 60 سنة، وأي شخص يعاني من نقص المناعة بسبب العدوى بفيروس الإيدز المصحوبة بالأعراض أو لأسباب أخرى، أو من يعانون من اضطراب الغدة الصعترية. وينبغي إعطاء اللقاح لمن تجاوز عمره 60 عاماً بعد إجراء تقييم دقيق لمخاطر اللقاح وفوائده بالنسبة إليهم.
وفيما يلي الأفراد الذين لا يشملهم التطعيم في العادة:
- الرُضَّع دون 9 أشهر، أما أثناء اندلاع وباء فينبغي كذلك من قبيل الاستثناء تطعيم الرُضَّع الذين تتراوح أعمارهم بين 6-9 شهور في المناطق التي يرتفع فيها خطر الإصابة بالمرض.
- الحوامل - ويستثنى من ذلك تطعيم الحوامل باللقاح أثناء اندلاع إحدى فاشيات الحمى الصفراء عندما يكون خطر الإصابة بالمرض مرتفعاً.
- الأشخاص الذين يعانون من أرجيات وخيمة من بروتين البيض.
- الأشخاص الذين يعانون من نقص المناعة بسبب العدوى بفيروس الإيدز المصحوبة بظهور الأعراض أو لأسباب أخرى، أو من يعانون من اضطراب الغدة الصعترية.[27]

ويحق للبلدان، بموجب اللوائح الصحية الدولية، أن تطلب من المسافرين موافاتها بشهادة تفيد حصولهم على التطعيم ضد الحمى الصفراء. فإذا كانت هناك أسباب طبية تحول دون الحصول على التطعيم، يتعين تقديم شهادة معتمدة من السلطات المعنية بذلك. ومن المعروف أن اللوائح الصحية الدولية تُمثِّل إطاراً مُلزِماً قانوناً لوقف انتشار الأمراض المُعدية وسائر الأخطار المُحدِقة بالصحة. وتُطلَب شهادة التطعيم من المسافرين حسب تقدير كل دولة من الدول الأطراف في اللوائح، ولا تطلب كل البلدان هذه الشهادة حالياً.

### مكافحة البعوض
يمكن الحد من مخاطر سراية الحمى الصفراء في المناطق الحضرية عن طريق القضاء على الأماكن المُحتَمَلة لتكاثر البعوض برش مبيدات اليرقات في الأواني المُستَخدَمة لتخزين المياه، وسائر الأماكن التي تتجمع بها المياه الراكدة. ويمكن أن يفيد رش المبيدات الحشرية، بغرض القضاء على البعوض البالغ أثناء الأوبئة الحضرية، في تقليل أعداد البعوض، ومن ثم تجفيف المصادر المُحتَمَلة لسراية العدوى بالحمى الصفراء.
ومن الثابت تاريخياً أن حملات مكافحة البعوض قد نجحت في القضاء على الزاعجة المصرية، وهو نوع البعوض الناقل للحمى الصفراء الحضرية، في معظم بلدان أمريكا الوسطى والجنوبية. غير أن هذا النوع من البعوض تمكَّن مرة أخرى من غزو المناطق الحضرية في الإقليم، ما جدَّد خطر سراية الحمى الصفراء الحضرية. وبرامج مكافحة البعوض التي تستهدف البعوض البري في مناطق الغابات غير عملية في الوقاية من سراية الحمى الصفراء الحَرَجية (الغابية).

### التأهُّب للأوبئة والاستجابة لها
الكشف الفوري عن الحمى الصفراء ومواجهتها سريعاً بتنظيم حملات تطعيم طارئة من الأمور الضرورية لمكافحة الفاشيات. غير أنّ نقص الإبلاغ يُمثِّل مصدر قلق- إذ تشير التقديرات إلى أنّ عدد الحالات الصحيح يفوق العدد المُبلّغ عنه حالياً بعشر مرات إلى 250 مرة.
وتوصي منظمة الصحة العالمية بضرورة أن يتوفر بكل بلد من البلدان المُعرَّضة للخطر مختبر وطني واحد على الأقلّ، يمكنه إجراء اختبارات الدم الأساسية الخاصة بالحمى الصفراء. وحالة واحدة مُؤكَّدة مختبرياً للإصابة بالحمى الصفراء، تحدث وسط فئة سكانية لم تحصل على التطعيم، يمكن اعتبار إحدى فاشيات المرض. كما يتعين تقصِّي كل حالة مُؤكَّدة تحدث في أيّ سياق بشكل تام، ولا سيما في المناطق التي حصل فيها معظم السكان على التطعيم من المرض. ويجب على أفرقة التقصِّي تقييم الفاشية والاستجابة لها باتخاذ التدابير الطارئة وتنفيذ خطط التمنيع الطويلة الأجل على حد سواء.

## استجابة منظمة الصحة العالمية
تضطلع منظمة الصحة العالمية بدور أمانة فريق التنسيق الدولي المعني بتوفير اللقاح لمكافحة الحمى الصفراء. ويحتفظ الفريق بمخزون احتياطي من لقاحات الحمى الصفراء لضمان الاستجابة بسرعة لفاشيات المرض في البلدان المُعرَّضة لمخاطر شديدة.
وأُطلِقت في عام 2006 مبادرة مكافحة الحمى الصفراء لتأمين الإمداد باللقاحات على الصعيد العالمي، وتعزيز مناعة السكان عن طريق التطعيم. وتركز المبادرة، التي تقودها منظمة الصحة العالمية واليونيسف والحكومات الوطنية، بشكلٍ خاصٍ على البلدان التي ترتفع بها معدلات توطن المرض في أفريقيا التي يستفحل فيها المرض للغاية. وقد أُحرِز تقدُّم ملحوظ، منذ إطلاق المبادرة في غرب أفريقيا، للسيطرة على المرض. فقد حصل على اللقاح أكثر من 105 ملايين شخص، ولم يُبلَّغ عن أي فاشية للحمى الصفراء في غرب أفريقيا منذ عام 2015.
وتوصي المبادرة بإدراج لقاحات الحمى الصفراء في حملات التمنيع الروتينية للرُضَّع (ابتداء من سن 9 أشهر)، وتنفيذ حملات جماعية لتطعيم الأفراد من جميع الفئات العمرية ابتداء من عمر 9 أشهر فما فوق في المناطق العالية الخطورة، والحفاظ على قُدُرات الترصُّد والاستجابة للفاشيات.
واستكمل 14 بلداً في الفترة بين عامي 2007 و 2016 حملات التطعيم الوقائية ضد الحمى الصفراء. وتتلقى مبادرة مكافحة الحمى الصفراء الدعم المالي من التحالف العالمي للقاحات والتمنيع، ومكتب الشؤون الإنسانية التابع للجماعة الأوروبية، والصندوق المركزي للاستجابة لحالات الطوارئ، ووزارات الصحة، والشركاء على الصعيد القُطري.